# Matthias Kröger
Matthias Kröger (ur. 24 maja 1969 w Bokel) – niemiecki żużlowiec, występujący również na długim torze i na trawie.

## Życiorys
Dwukrotny finalista drużynowych mistrzostw świata (Piła 1997 – IV miejsce, Vojens 1998 – V miejsce). Dwukrotny finalista klubowego Pucharu Europy (Bydgoszcz 1998 – IV miejsce, Piła 2000 – III miejsce). Wielokrotny finalista indywidualnych mistrzostw świata na długim torze (najlepszy wynik: 2000 – brązowy medal). Pięciokrotny złoty medalista drużynowych mistrzostw świata na długim torze (2007, 2008, 2009, 2010, 2012). Brązowy medalista indywidualnych mistrzostw Europy na torze trawiastym (La Réole 2003). 
Trzykrotny srebrny medalista indywidualnych mistrzostw Niemiec (1997, 2000, 2003). Złoty medalista drużynowych mistrzostw Niemiec (1997). Czterokrotny brązowy medalista indywidualnych mistrzostw Niemiec na długim torze (1998, 2009, 2010, 2011).
W latach 2006–2008 startował w polskiej II lidze, w barwach klubu Orzeł Łódź.